# US Open 1958 (Badminton)
Die US Open 1958 im Badminton fanden in Boston statt. Sie waren in diesem Jahr gleichzeitig auch die nationalen Titelkämpfe.

## Finalergebnisse
| Disziplin    | Sieger                                 | Finalist                        | Ergebnis         |
| ------------ | -------------------------------------- | ------------------------------- | ---------------- |
| Herreneinzel | Jim Poole                              | Finn Kobberø                    | 15–8, 6–15, 15–7 |
| Dameneinzel  | Judy Devlin                            | Dorothy O’Neil                  | 11–2, 11–2       |
| Herrendoppel | Finn Kobberø Jørgen Hammergaard Hansen | Wynn Rogers Bob Williams        | 15–1, 15–8       |
| Damendoppel  | Judy Devlin Susan Devlin               | Ethel Marshall Beatrice Massman | 15–10, 15–7      |
| Mixed        | Finn Kobberø Judy Devlin               | Bob Williams Ethel Marshall     | 15–5, 17–14      |